# Elite Model Look
Elite Model Look é o maior concurso internacional de modelos, realizado desde 1983 pela agência Elite Model Management. Inicialmente chamado de Look of the Year, o concurso foi uma iniciativa do fundador e dono da agência de modelos Elite Model Management de Nova Iorque, John Casablancas.
Todos os anos, aproximadamente 370 mil candidatos se inscrevem na competição e os vencedores de cada etapa nacional são premiados com uma vaga para a final mundial do concurso, onde têm oportunidade de representar seu país entre mais de 80 escolhidas.
A partir de 2014, o concurso passou a premiar também modelos masculinos.

## História

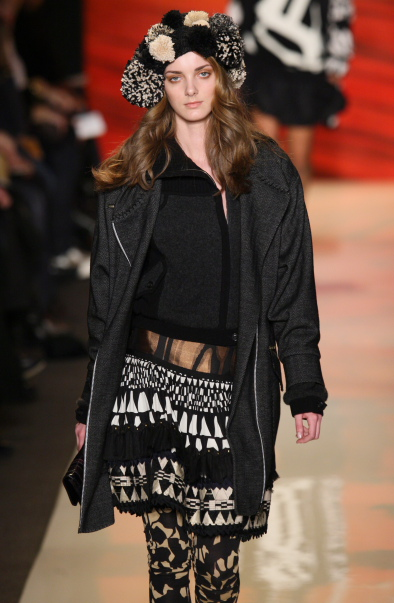
Denisa Dvorakova, a vencedora de 2006.

O Elite Model Look chega a mais de 70 países, o que reúne mais de 300 mil candidatas de todo o mundo, revelando centenas de modelos e assegurando 375 mil dólares em contratos de trabalho com as três primeiras colocadas na etapa final internacional. O concurso é reconhecido como um dos mais na seleção mundial de modelos, por sua qualidade, glamour e importância na descoberta de novos talentos para a indústria da moda.
Em suas primeiras edições, ainda na década de 1980, o concurso revelou modelos como Cindy Crawford, Tatjana Patitz, Stephanie Seymour e Karen Mulder.

## Vencedores
| Ano  | Vencedoras              | País                 | Local do Evento                           | C  |
| 1983 | Lisa Hollenbeck         | Estados Unidos       | (Acapulco)                                | 72 |
| 1985 | Frederique van der Wal  | Holanda              | (Port Louis)                              | 10 |
| 1986 | Maria Linda Lindkvist   | Suécia               | (Toscana)                                 | 57 |
| 1987 | Debbie Chin             | Estados Unidos       | (Palermo)                                 | 54 |
| 1988 | Kelley Brown            | Estados Unidos       | (Atami)                                   | 62 |
| 1989 | Inés Sastre             | Espanha              | (Paris)                                   | 44 |
| 1990 | Wendy Veldhuis          | Holanda              | (Rio de Janeiro)                          | 46 |
| 1991 | Ingrid Seynhaeve        | Bélgica              | (Nova Iorque)                             | 55 |
| 1992 | Mariann Molski          | Estados Unidos       | (Nova Iorque)                             | 63 |
| 1993 | Heidi Albertsen         | Dinamarca            | (Miami)                                   | 71 |
| 1994 | Natalia Semanova        | Rússia               | (Ibiza)                                   | 72 |
| 1995 | Sandra Wagner           | Suíça                | (Seoul)                                   | 66 |
| 1996 | Diana Kovalchuk         | Ucrânia              | (Nice)                                    | 79 |
| 1997 | Yfke Sturm              | Holanda              | (Nice)                                    | 79 |
| 1998 | Alina Pușcău            | România              | (Nice)                                    | 72 |
| 1999 | Vika Sementsova         | Ucrânia              | (Nice)                                    | 75 |
| 2000 | Linda Vojtová           | República Tcheca     | (Geneva)                                  | 61 |
| 2001 | Rianne ten Haken        | Holanda              | (Nice)                                    | 60 |
| 2002 | Ana Mihajlović          | Sérvia               | (Cartago)                                 | 57 |
| 2003 | Denisa Dvončová         | Eslováquia           | (Área Central de Singapura)               | 65 |
| 2004 | Sofie Oosterwaal        | Holanda              | (Xangai)                                  | 79 |
| 2005 | Charlotte Belliard      | França               | (Xangai)                                  | 60 |
| 2006 | Denisa Dvořáková        | República Tcheca     | (Marrakech)                               | 64 |
| 2007 | Jennifer Messelier      | França               | (Praga)                                   | 56 |
| 2008 | Louise Maselis          | Bélgica              | (Sanya)                                   | 80 |
| 2009 | Julia Saner             | Suíça                | (Sanya)                                   | 67 |
| 2010 | Karolina Tolkachová     | Ucrânia              | (Xangai)                                  | 71 |
| 2011 | Julia Schneider         | Suécia               | (Xangai)                                  | 65 |
| 2012 | Marilhéa Peillard       | França               | (Xangai)                                  | 63 |
| 2013 | Eva Klímková            | República Tcheca     | (Shenzhen)                                | 54 |
| 2014 | Barbora Podzimková      | República Tcheca     | (Shenzhen)                                | 43 |
| 2014 | James Richard Parker    | Itália               | (Shenzhen)                                | 43 |
| 2015 | Anouk Thijssen          | Holanda              | (Catânia)                                 | 50 |
| 2015 | Tristan Tymen           | França               | (Catânia)                                 | 50 |
| 2016 | Jana Tvrdíková          | República Tcheca     | (Lisboa)                                  | 36 |
| 2016 | Davidson Obennebo       | Nigéria              | (Lisboa)                                  | 36 |
| 2017 | Valeriya Chenskaya      | Rússia               | (Milão)                                   | 64 |
| 2017 | Antonio Freitas         | Brasil               | (Milão)                                   | 64 |
| 2018 | Wen Di                  | China                | (Santa Cruz de Tenerife - Ilhas Canárias) | 46 |
| 2018 | Maksim Krintser (Maxim) | Rússia               | (Santa Cruz de Tenerife - Ilhas Canárias) | 46 |
| 2019 | Yireh Fernanda          | República Dominicana | (Paris)                                   | 49 |
| 2019 | Andrej Chamula          | Eslováquia           | (Paris)                                   | 49 |

### Conquistas por país
| País                 | Títulos | Vitórias                           |
| Holanda              | 6       | 1985, 1990, 1997, 2001, 2004, 2015 |
| República Tcheca     | 5       | 2000, 2006, 2013, 2014, 2016       |
| França               | 4       | 2005, 2007, 2012, 2015             |
| Estados Unidos       | 4       | 1983, 1987, 1988, 1992             |
| Rússia               | 3       | 1994, 2017, 2018                   |
| Ucrânia              | 3       | 1996, 1999, 2010                   |
| Eslováquia           | 2       | 2003, 2019                         |
| Suécia               | 2       | 1986, 2011                         |
| Suíça                | 2       | 1995, 2009                         |
| Bélgica              | 2       | 1991, 2008                         |
| República Dominicana | 1       | 2019                               |
| China                | 1       | 2018                               |
| Brasil               | 1       | 2017                               |
| Nigéria              | 1       | 2016                               |
| Itália               | 1       | 2014                               |
| Sérvia               | 1       | 2002                               |
| România              | 1       | 1998                               |
| Dinamarca            | 1       | 1993                               |
| Espanha              | 1       | 1989                               |

## Etapa brasileira
Shirley Mallmann, Jeisa Chiminazzo, Raica Oliveira, Schynaider e Ana Beatriz Barros são algumas das top models brasileiras descobertas pela agência no Brasil. O primeiro lugar no concurso, porém, nem sempre é garantia de sucesso, já que várias vencedoras do título brasileiro e mundial permaneceram ilustres desconhecidas. Por outro lado, algumas modelos que venceram em outras posições conseguiram destaque no mundo fashion nacional e internacional. É o caso de Gisele Bündchen, Michelle Alves e Isabeli Fontana, que ficaram respectivamente no segundo (1994), segundo (1996) e terceiro (1996) lugares no Elite Model Look – etapa brasileira.
Anualmente o concurso internacional reúne mais de setenta países para disputar o título de maior expressividade no mundo da modal contemporânea. O Brasil esteve presente em boa parte das competições, mas nunca ganhou o título.
Abaixo, encontra-se a lista de todas as modelos brasileiras que competiram no concurso bem como suas classificações. Geralmente o país manda mais de uma representante brasileira para o Elite Model Look.
| Ano  | Vencedoras                   | Estado de Origem   | Classificação na Final Internacional        |
| 1988 | Mirella Giammaria de Sousa   | Distrito Federal   |                                             |
| 1988 | Vanessa Nunes da Silva       | Rio de Janeiro     |                                             |
| 1989 | Paula Franco                 | São Paulo          | Semifinalista (Top 15)                      |
| 1989 | Isabella Teixeira            | Pará               |                                             |
| 1989 | Simone Thomé                 | Pará               |                                             |
| 1990 | Danusa Martins Braga         | Minas Gerais       | 3º Lugar                                    |
| 1990 | Milene Busato Zardo          | Rio Grande do Sul  | Semifinalista (Top 15)                      |
| 1990 | Alessandra Josefina Cequinel | Santa Catarina     |                                             |
| 1991 | Andréa de Oliveira           | São Paulo          |                                             |
| 1992 | Aline Wermellinger           | Rio de Janeiro     |                                             |
| 1992 | Erika Rocha                  | Minas Gerais       |                                             |
| 1993 | Cristiane Marques            | Goiás              |                                             |
| 1993 | Renata Kupidlowsky           | Minas Gerais       |                                             |
| 1994 | Gisele Bündchen              | Rio Grande do Sul  | Finalista (Top 6; 4º Lugar)                 |
| 1994 | Fabiana Saba                 | São Paulo          | Semifinalista (Top 15)                      |
| 1994 | Claudia Meneses              | Bahia              |                                             |
| 1994 | Cássia Lara                  | Paraná             |                                             |
| 1995 | Caroline Ribeiro             | Pará               |                                             |
| 1995 | Joseane Güntzell de Oliveira | Rio Grande do Sul  |                                             |
| 1995 | Raquel Pires                 | Rio de Janeiro     |                                             |
| 1996 | Ana Beatriz Barros           | Minas Gerais       | 2º Lugar                                    |
| 1996 | Michelle Alves               | Paraná             |                                             |
| 1996 | Isabeli Fontana              | Paraná             |                                             |
| 1997 | Thaís Porto                  | Paraná             | Semifinalista (Top 16)                      |
| 1997 | Bárbara Araújo               | Bahia              |                                             |
| 1997 | Elizabeth Perfoll            | Santa Catarina     |                                             |
| 1998 | Tatiana Rossi                | Rio Grande do Sul  | Finalista (Top 5; 5º Lugar)                 |
| 1998 | Sabrina Valle Orthmann       | Santa Catarina     |                                             |
| 1999 | Raica Oliveira               | Rio de Janeiro     | 2º Lugar                                    |
| 1999 | Mariana Marcki               | Rio Grande do Sul  | Semifinalista (Top 12)                      |
| 1999 | Kátia Eyng                   | Santa Catarina     |                                             |
| 2000 | Luana Ingletto               | Minas Gerais       |                                             |
| 2000 | Luciede Montenegro           | Ceará              |                                             |
| 2000 | Renata Klem                  | Rio de Janeiro     |                                             |
| 2001 | Schynaider Moura             | Piauí              | Semifinalista (Top 15; 4º Lugar)            |
| 2001 | Caroline Melgaço             | Minas Gerais       |                                             |
| 2002 | Ingrid Kelly                 | Paraíba            | Semifinalista (Top 10; 4º Lugar)            |
| 2002 | Giovanna Cornacchia          | Minas Gerais       |                                             |
| 2003 | Emília Cechele               | Mato Grosso do Sul | Semifinalista (Top 15)                      |
| 2003 | Carime Buzetti Lobo          | Rio de Janeiro     |                                             |
| 2003 | Rojane Fradique              | Bahia              |                                             |
| 2004 | Luciana dos Reis             | Bahia              |                                             |
| 2004 | Rebecca Gobbi                | São Paulo          |                                             |
| 2005 | Taynara Novaes               | Mato Grosso do Sul |                                             |
| 2006 | Jéssica Duarte               | Mato Grosso        |                                             |
| 2006 | Letícia Amorim               | São Paulo          |                                             |
| 2007 | Tatyana Soares               | Ceará              |                                             |
| 2007 | Dines Audrey Oliveira        | Rio Grande do Sul  |                                             |
| 2008 | Laís Freiberger              | Santa Catarina     |                                             |
| 2008 | Thayná Brito                 | São Paulo          |                                             |
| 2009 | Nathalya Araújo              | Piauí              |                                             |
| 2010 | Ana Paula Batista            | Bahia              |                                             |
| 2010 | Camila Peruzzo               | Rio Grande do Sul  |                                             |
| 2011 | Ariane de Vasconcelos        | São Paulo          | Finalista (Top 7)                           |
| 2012 | Alexsandra Becker            | Rio Grande do Sul  | Semifinalista (Top 15)                      |
| 2012 | Catherine Ballmann           | Rio Grande do Sul  |                                             |
| 2013 | Beatriz Grander              | Mato Grosso        |                                             |
| 2013 | Karini D’Avila               | São Paulo          |                                             |
| 2014 | Selena Carvalho              | Minas Gerais       |                                             |
| 2015 | Angélica Alves               | Tocantins          | Finalista (Top 4)                           |
| 2016 | Gabriella Nunes              | Manaus             |                                             |
| 2017 | Beatriz Machado              | São Paulo          | Finalista (Top 15)                          |
| 2017 | Antonio Freitas              | Minas Gerais       | VENCEDOR MASCULINO FINAL INTERNACIONAL 2017 |
| 2018 |                              |                    |                                             |
| 2019 | Barbara Hariel               | São Paulo          | Semifinalista                               |